# Fiat 6 HP
Fiat 6 HP (cunoscut și sub denumirea de Fiat 6/8 HP) a fost al doilea automobil fabricat de compania Fiat, fiind produs în perioada 1900–1901.
Construit pe baza modelului Fiat 4 HP, 6 HP dispunea de o caroserie mai mare. 
Vehiculul era echipat cu un motor cu doi cilindri, având o capacitate cilindrică mărită la 1082 cm³ și dezvoltând o putere de 10 CP. Automobilul putea atinge o viteză maximă de 45 km/h.
Producția totală a acestui model s-a limitat la 20 de unități.
A fost realizată și o versiune sportivă a modelului, denumită Fiat 6 HP Corsa, considerată primul automobil sportiv produs de Fiat. Această variantă a obținut rezultate remarcabile în competiții, câștigând cursele Torino-Asti, în aprilie 1900, și Vicenza-Bassano-Treviso-Padova, în iulie același an, cu o viteză medie impresionantă de 59,6 km/h. Automobilul sportiv Fiat 6 HP Corsa a fost pilotat de figuri marcante ale motorsportului, precum Vincenzo Lancia, fondatorul companiei omonime, și Felice Nazzaro.
Au fost produse doar 3 exemplare ale versiunii sportive.